# ABR-metoden
ABR-metoden, Abortus Bang Ringprov, innebär en mjölkundersökning i avsikt att ta reda på om ett nötkreatur infekterats av Bangs bakterie (Brucella abortus), en abortbacill, som ger upphov till smittsam kastning, "kastsjuka", även benämnd Brucellos.
Brucellos hos nöt har framgångsrikt bekämpats i Sverige liksom i övriga Norden, och sjukdomen har inte rapporterats i Sverige sedan 1957.